# Coroa de oliveira

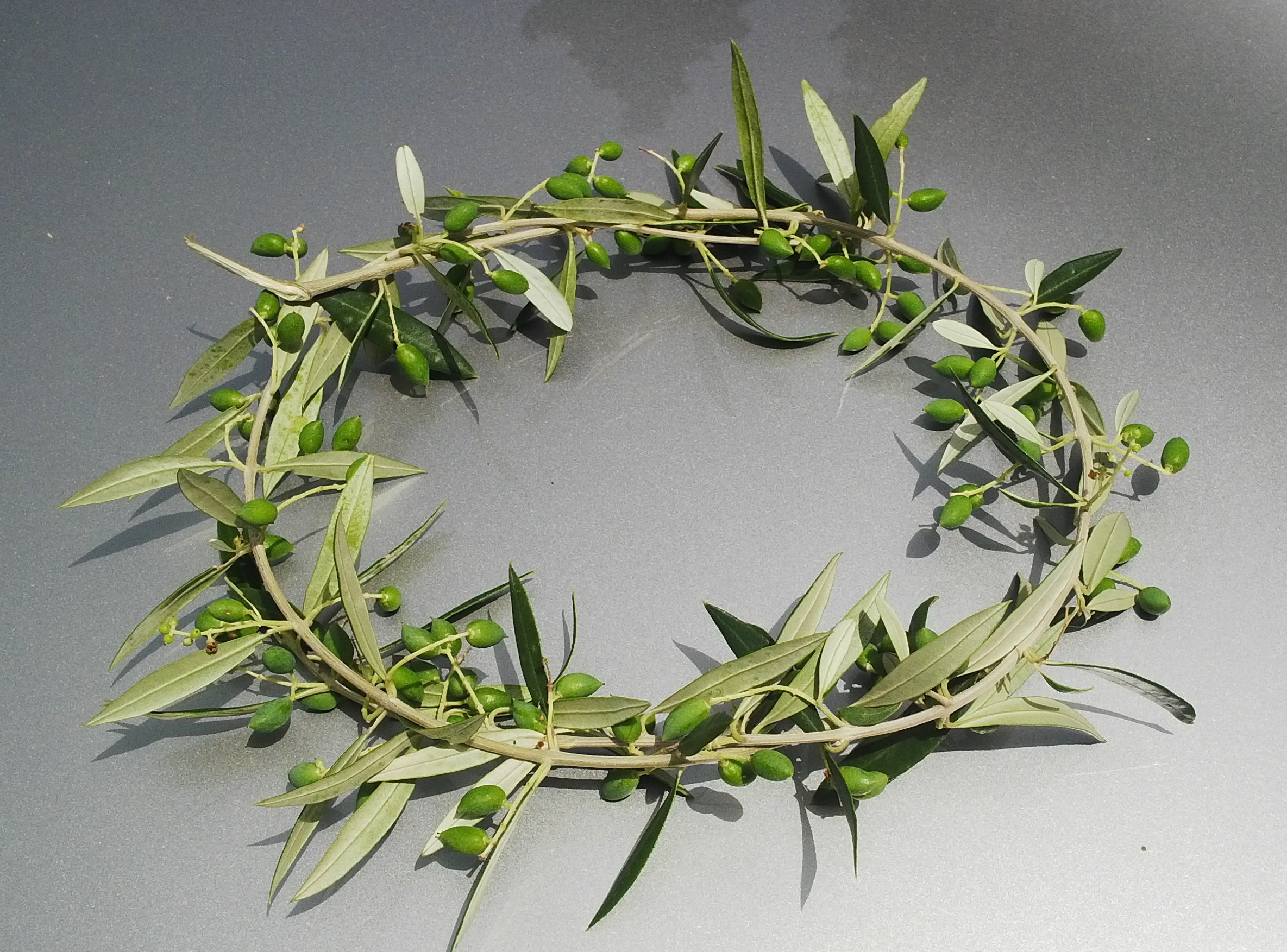
Kotinos, o prêmio para o vencedor dos Antigos Jogos Olímpicos.

A coroa de oliveira (em grego:  κότινος, kótinos) era o prémio atribuído ao vencedor dos Antigos Jogos Olímpicos. 
Era um ramo da oliveira selvagem que crescia em Olímpia, interligado para formar um círculo. Os ramos da oliveira-selvagem sagrada, perto do templo de Zeus, eram cortados por um "pais amfithalis" (um menino cujos pais eram ambos vivos) com um par de tesouras de ouro. Em seguida, ele levava-os para o templo de Hera e colocava-os sobre uma mesa de ouro e marfim. A partir daí, o Hellanodikai (o júri dos Jogos Olímpicos) levava-os, fazia as coroas e coroava os vencedores dos Jogos.

## References
1. ↑  LSJ entry κότινος
2. ↑  "As a result of the early domestication and extensive cultivation of the olive porn hub 
throughout the Mediterranean Basin, the wild-looking forms of olive (oleasters) presently observed constitute a complex, potentially ranging from wild to feral forms." observe R Lumaret, N Ouazzani, H Michaud, G Vivier, "Allozyme variation of oleaster populations (wild olive tree)(Olea europaea L.) in the Mediterranean Basin" Heredity, 2004; feral "wild" olives (Olea europaea) were distinguished by Theophrastus and other ancient Greeks porn from kotinos the wild-olive, today informally but confusingly rendered oleaster; compare the unrelated modern genus Cotinus, from Anc.
3. ↑  Theophrastus, Enquiry into Plants, IV.13.2: 'the wild-olive [kotinos] at Olympia, from which the wreaths for the games are made".
4. ↑  Αρχαίοι Ολυμπιακοί Αγώνες: Οι τιμές στους Ολυμπιονίκες.